# Jean-Pierre Stroobants
 (juillet 2019).
Jean-Pierre Stroobants est un journaliste belge francophone.

## Biographie
Il est ancien chef du service politique et ancien rédacteur en chef adjoint du journal Le Soir[Quand ?].
Il est ensuite chargé de la couverture des pays du Benelux au journal Le Monde. Dans un article paru dans Le Monde daté du 9 juillet 2007, il évoque la possibilité d'un scénario à la Tchécoslovaque pour la Belgique, c'est-à-dire une séparation de la Région flamande et de la Région wallonne. Le canular de la RTBF du 13 décembre 2006 deviendrait alors réalité. Dans un autre article du Monde daté du 14 mars 2012, à la suite d'une catastrophe ayant eu lieu en Suisse, où 22 enfants et des accompagnateurs, entre autres, perdent la vie dans un accident de car, Jean-Pierre Stroobants explique l'émotion intense provoquée par cet accident chez les Belges par le fait qu'ils sont particulièrement sensibles à tout drame impliquant des enfants à la suite de certaines grandes affaires ayant marqué la Belgique quelques années auparavant, notamment l'affaire Dutroux. La presse belge s'indige de cet article qu'elle considère comme un amalgame entre les deux drames.

## Publications
- Belgique  Laboratoire de la (dés)union européenne, Paris, Éditions du Cygne, 2010, 195 p. (ISBN 978-2-84924-187-5)

## Sources
- Article du journal Le Monde concernant la catastrophe en Suisse: https://www.lemonde.fr/europe/article/2012/03/14/accident-de-car-la-belgique-de-nouveau-bouleversee-par-la-mort-d-enfants_1669000_3214.html
- Article du journal La Libre en réponse à cet article: http://www.lalibre.be/actu/belgique/article/725979/le-monde-compare-le-drame-suisse-a-l-affaire-dutroux.html